# Татараштиј де Жос (Телеорман)
Татараштиј де Жос (рум. Tătărăștii de Jos) насеље је у Румунији у округу Телеорман у општини Татараштиј де Жос. Oпштина се налази на надморској висини од 122 m.

## Становништво
Према подацима из 2011. године у насељу је живело 2034 становника.